# 트리시 시에
트리시 시(영어: Trish Sie, 영어 발음: /siː/, 1976년 4월 1일 ~ )는 미국의 안무가, 영화 감독이다. 영화 《스텝 업: 올 인》(2014), 《피치 퍼펙트 3》(2017) 등 음악/댄스 영화를 연출하였다.